# 亞壁古道影業
亞壁古道影業（英語：Appian Way Productions）是美國的一家電影製作公司，位於加州西好莱坞，由美國男演員兼製片人莱昂纳多·迪卡普里奥創辦。截止至2022年，該公司已經出品了16部劇情長片、14部紀錄片和7部電視劇。亞壁古道影業經常與马丁·斯科塞斯合作，公司的許多知名電影作品都是由斯科塞斯擔綱導演。
該公司出品的第一部電影是2004年劇情片《刺殺尼克森》，該片曾於第57届戛纳电影节上展出。公司的第二部作品——傳記片《飞行者》也在2004年上映，迪卡普里奥飾演男主角霍华德·休斯。《飞行者》叫好又叫座，並入圍包含最佳影片獎在內的多項奧斯卡金像獎。2007年，亞壁古道影業又推出了兩部作品——喜劇劇情片《伊甸園》和紀錄片《第十一个小时》。後來，迪卡普里奥透過該公司製作了一部含三季的電視劇《綠能小鎮》，於2008年至2010年間播出。
2009年至2010年間，亞壁古道影業接連出品了三部賣座片，依序為傳記犯罪片《頭號公敵》（2009年）、心理恐怖片《孤兒怨》（2009年）和心理驚悚片《隔離島》（2010年）。2011年，亞壁古道影業一口氣推出了三部電影，但沒有一部獲得亮眼成績。2013年，該公司再度連發三片，當中包含叫好又叫座的傳記片《华尔街之狼》。由於因包含爭議性劇情而遭數個國家封殺，該片在BitTorrent網站上的盜版下載量超過3,000萬。亞壁古道影業的下一部作品是描述邊疆居民休·格拉斯生平的西部片《神鬼獵人》，於2015年上映後大獲好評。

## 外部連結
- 互联网电影数据库上亞壁古道影業的资料（英文）